# Ревизор (флот)
Ревизор — должность в императорском флоте России.
Весной 1803 года по инициативе адмирала Чичагова с целью облегчения бремени хозяйственных забот, лежавших на командире корабля, в русском флоте была восстановлена должность «судового (корабельного) секретаря», ранее существовавшая в царствование Петра Великого и Екатерины I. Лицо, назначенное на эту должность, именовалось «ревизором». На должность ревизора командир корабля назначал одного из младших строевых офицеров.
В обязанности ревизора входило заведование денежными средствами, материальная ответственность за содержание частей судового имущества, заведование делопроизводством, одновременно он нес и общую корабельную службу.
Должность являлась штатной для кораблей 1 и 2 рангов.